# Fulchhari
Fulchhari o Phulchhari è un sottodistretto (upazila) del Bangladesh situato nel distretto di Gaibandha, divisione di Rangpur. Si estende su una superficie di 306,53 km² e conta una popolazione di 165 334 abitanti (censimento 2011).